# قشلاق علی‌اکبر حمیدخان
یک روستای توریستی در انگوت ایران است که در استان اردبیل واقع شده‌است.
این روستا از لحاظ منابع زیستی بسیار غنی است و روستایی پر آب و سرسبز است.
در سال ۱۹۹۶ این روستا به عنوان روستای برتر در زمینه گردشگری بخش انگوت شناخته شد.